# Yovngchimi
Ángel Javier Aviles Monzón (San Juan, Puerto Rico, 16 de febrero de 1996), conocido artísticamente como Yovngchimi, es un rapero y compositor puertorriqueño que se desempeña en trap latino, reguetón y drill latino.
Empezó su carrera haciendo freestyle, mientras que su primer tema «Glizzy Walk» fue publicado en 2021. Siguió lanzando sencillos hasta que con «Glizzy Walk 2.0» logró obtener un nivel de reconocimiento en Puerto Rico. El 7 de abril del 2022, lanzó la segunda adaptación de su primera canción, «Glizzy Walk 2.5» contando con la colaboración de Eladio Carrión. En 2023 lanzó su primer álbum de estudio titulado WLGS y en ese mismo año hizo su primera presentación en el Coliseo de Puerto Rico, donde agotó todas las entradas.

## Carrera musical
A pesar de que venía grabando música desde 2018 como un pasatiempo, en el año 2021 fue impulsado por el grupo musical Moneywayy de Yeruza y Dei V a publicar su primer sencillo, este fue «Glizzy Walk» el cual fue tendencia en el género del drill latino.Sin embargo, no sería hasta 2022 que su carrera se impulsaría rápidamente tras colaboraciones con artistas como Eladio Carrión en «Hellcat», «QEPDC» con Ñengo Flow o Arcángel en «La Ruta».En noviembre de 2022 colaboró junto a Mora en el sencillo «Modelito», el cual se posicionó en tendencias de Spotify.
El 19 de mayo de 2023 lanzó su primer mixtape en colaboración con el productor estadounidense DJ Drama, titulado Gangsta Grillz: Mvrda Gvng, el cual consto de 13 títulos y colaboraciones con artistas como Shiva, Rich the Kid, G Herbo, entre otros. El 7 de octubre hizo su primer función en el reconocido Coliseo de Puerto Rico en condición de sold-out en donde tocó 40 canciones y contó con invitados como Arcángel, Luar la L, Bryant Myers, Lunay, Dei V, entre otros.El 13 de octubre colaboró en el álbum nadie sabe lo que va a pasar mañana de Bad Bunny en el sencillo «Mercedes Carota».
El 8 de diciembre de ese mismo año lanzó su primer álbum de estudio titulado WLGS (abreviación de Whole Lotta Gang Shit -mucha mierda de pandillas- en Inglés) que contó con 16 sencillos y colaboraciones con artistas como Ozuna, French Montana, Tay Keith, Bryant Myers, Dei V, Lunay, entre otros. La producción principal fue de Hydro y también colaboraron productores como Foreign Teck o Southside.
El 30 de abril de 2024, publicó su primer sencillo del año titulado «9x19/300BLK» junto a Pressure 9x19, quien sería integrante del nuevo compañía discográfica Glizzy Gvng Inc, en conjunto con Slayter, Ele D y Sombra PR, esto se vio oficializado en la publicación de la canción «Glizzy Gangster» en agosto de ese mismo año. El 15 de octubre lanzó «Real Demon» y el 29 de noviembre «Lucifer», unas tiraeras hacia Anuel AA y Hades66.

## Estilo musical
Desde que comenzó su carrera en el año 2021 se baso en un estilo que mantenía su grupo musical en ese entonces encabezado por artistas como Yeruza, Rvsell, Sahir, entre otros, allí Avilés mezclo un nuevo estilo de drill latino mezclado con trap malianteo extraído del subgénero reguetón alternativo, en la mayoría de sus temas menciona al Residencial Luis Llorens Torres ubicado en Santurce, el cual según él, esta en un dominio mafioso por una pandilla llamada «Los Diablos de Llorens Torres»,allí grabó muchos de sus videoclips como «Quien va a frontiar» junto a Ozuna o «Suge Knight» en solitario. El rapero tiene temas interpretados en español e inglés, se puede ver reflejado en «Glock N Switches».

## Vida personal
En junio de 2023 fueron incautados dos vehículos a nombre del artista que poseían armas, municiones de distintos calibres, joyas y sustancias en Carolina. El 30 de diciembre de 2024, el artista fue detenido en el Aeropuerto Internacional Luis Muñoz Marín por posesión de armas modificadas, además, a esto se le sumaron escuchas de él mismo incitando un atentado contra una persona.

## Discografía

### Álbumes de estudio
- 2023: WLGS

### Mixtapes
- 2023: Gangsta Grillz: Mvrda Gvng (con DJ Drama)

### Sencillos
| Año  | Título                                                             | Álbum                      |
| ---- | ------------------------------------------------------------------ | -------------------------- |
| 2021 | «Glizzy Walk»                                                      |                            |
| 2021 | «Blizzy»                                                           |                            |
| 2021 | «ATL»                                                              |                            |
| 2021 | «El Anciano del Drill»                                             |                            |
| 2021 | «Glizzy Walk 2.0»                                                  |                            |
| 2022 | «Negociando con Sony» (con Galindo Again)                          |                            |
| 2022 | «Baby Father»                                                      |                            |
| 2022 | «MPI»                                                              |                            |
| 2022 | «Glizzy Walk 2.5» (con Eladio Carrion)                             |                            |
| 2022 | «Freestyle»                                                        |                            |
| 2022 | «Racks On Me» (con Luar La L)                                      |                            |
| 2022 | «Baby Glock»                                                       |                            |
| 2022 | «QEPDC» (con Ñengo Flow)                                           |                            |
| 2022 | «Suge Knight»                                                      |                            |
| 2023 | «Baby Father 2.0» (con Myke Towers, Arcángel, Ñengo Flow y Yeruza) |                            |
| 2023 | «All my n*****s» (con DJ Drama)                                    | Gangsta Grillz: Mvrda Gvng |
| 2023 | «Blicky Gvng» (con DJ Drama)                                       | Gangsta Grillz: Mvrda Gvng |
| 2023 | «Brand New Draco» (con DJ Drama)                                   | Gangsta Grillz: Mvrda Gvng |
| 2023 | «Brick» (con DJ Drama)                                             | Gangsta Grillz: Mvrda Gvng |
| 2023 | «Glock N Switches» (con DJ Drama)                                  | Gangsta Grillz: Mvrda Gvng |
| 2023 | «Goat Talk» (con DJ Drama)                                         | Gangsta Grillz: Mvrda Gvng |
| 2023 | «Gucci Talk» (con DJ Drama)                                        | Gangsta Grillz: Mvrda Gvng |
| 2023 | «Milano Town» (con DJ Drama)                                       | Gangsta Grillz: Mvrda Gvng |
| 2023 | «Trapstar» (con DJ Drama)                                          | Gangsta Grillz: Mvrda Gvng |
| 2023 | «VVS» (con DJ Drama)                                               | Gangsta Grillz: Mvrda Gvng |
| 2023 | «LDDLK» (con DJ Drama)                                             | Gangsta Grillz: Mvrda Gvng |
| 2023 | «Whole Lotta Bricks» (con DJ Drama)                                | Gangsta Grillz: Mvrda Gvng |
| 2023 | «Danger» (con DJ Drama)                                            | Gangsta Grillz: Mvrda Gvng |
| 2023 | «Full of Diamonds»                                                 | WLGS                       |
| 2023 | «Baby» (con Lunay)                                                 | WLGS                       |
| 2023 | «Tussi» (con Dei V)                                                | WLGS                       |
| 2023 | «Switch» (con Bryant Myers)                                        | WLGS                       |
| 2023 | «357» (con SleazyWorld Go)                                         | WLGS                       |
| 2023 | «Quarter Milly» (con French Montana)                               | WLGS                       |
| 2023 | «Megatrvn»                                                         | WLGS                       |
| 2023 | «Grave Digger» (con Southside)                                     | WLGS                       |
| 2023 | «Linda» (con Amarion)                                              | WLGS                       |
| 2023 | «Foreign» (con Foreign Teck)                                       | WLGS                       |
| 2023 | «Bandida» (con Ozuna)                                              | WLGS                       |
| 2023 | «Glizzy Walk 3»                                                    | WLGS                       |
| 2024 | «9x19/300BLK» (con Pressure 9x19)                                  |                            |
| 2024 | «On The Radar»                                                     |                            |
| 2024 | «R.I.P» (con Tainy y Gaby Music)                                   |                            |
| 2024 | «Real 4 (Cover)» (con Ñengo Flow, Anuel AA y Arcángel)             |                            |
| 2024 | «Real Demon»                                                       |                            |
| 2024 | «Lucifer»                                                          |                            |
| 2025 | «Mclaren» (con Clarent)                                            |                            |

#### Colaboraciones
| Año  | Título |
| ---- | --- |
| 2021 | «RIP Yeruza» (con Dei V, Sahir, Rvsell, Espano, JonLee, Palerrmo, Jonna, Clue, Jota Rivers, Math, KeyKey) |
| 2021 | «Bloody» (con Yeruza)                                                                                     |
| 2022 | «Hundreds» (con Hozwal)                                                                                   |
| 2022 | «Congelao en la Calle» (con La Liga Elite, Alexio La Bestia y Jeyff)                                      |
| 2022 | «Los Dueños de la Calle» (con Omar Courtz y Dei V)                                                        |
| 2022 | «RC» (con Siggy, Galindo Again y Jovaan)                                                                  |
| 2022 | «Hellcat» (con Eladio Carrion)                                                                            |
| 2022 | «Bloody II» (con Yeruza)                                                                                  |
| 2022 | «Mafia Gvng» (con Xylon)                                                                                  |
| 2022 | «Drippin» (con Nesi)                                                                                      |
| 2022 | «Tu lo tienes» (con Malu Trevejo)                                                                         |
| 2022 | «En la mía» (con Mariah Angeliq)                                                                          |
| 2022 | «Diamantes en mis dientes» (con Anuel AA)                                                                 |
| 2022 | «C4 x 73» (con Chucky73)                                                                                  |
| 2022 | «Nuevo» (con Lunay)                                                                                       |
| 2023 | «Quien va a frontiar» (con Ozuna)                                                                         |
| 2023 | «Los palos» (con De la Ghetto y Luar La L)                                                                |
| 2023 | «On Fleek» (con Bryant Myers y Dei V y Ankhal)                                                            |
| 2023 | «Invicta» (con Amarion)                                                                                   |
| 2023 | «Problem Childs» (con Fresy Franklin)                                                                     |
| 2023 | «Lukeando» (con Hades66, Ñengo Flow y Ankhal)                                                             |
| 2023 | «G Spot» (con Sahir)                                                                                      |
| 2023 | «En Alta» (con J Balvin, Omar Courtz, Quevedo, DJ Luian y Mambo Kingz)                                    |
| 2023 | «Los Que Son» (con Chris Jedi y Dei V)                                                                    |
| 2023 | «Bloody (Remix)» (con Yeruza, Hades66, Lito Kirino, Darell, Ankhal y KAY KAY)                             |
| 2023 | «Paleta Pa To El Mundo» (con El Alfa y Wisin)                                                             |
| 2023 | «Gang Affiliated» (con Foreign Teck y Slayter)                                                            |
| 2023 | «Rebelde» (con Rodrigo Films y Yaisel LM)                                                                 |
| 2023 | «K.D.P.» (con CDobleta)                                                                                   |
| 2023 | «Cloniao» (con Hades66 y Hanzel La H)                                                                     |
| 2023 | «Lealtad X Dinero 2.0» (con Producto Sin Corte, Bryant Myers, Juanka y Hades66)                           |
| 2023 | «Las Gatas (Dembow)» (con Nicky Jam y Ángel Dior)                                                         |
| 2024 | «VVS Switch (Remix)» (con Pressure 9X19, Anuel AA, CDobleta, Hades 66 y Luar La L)                        |
| 2024 | «Ticke» (con Dei V)                                                                                       |
| 2024 | «inmortal» (con Slayter)                                                                                  |
| 2024 | «2xLL» (con JC Reyes y Slayter)                                                                           |
| 2024 | «Baby Demon» (con Anuel AA)                                                                               |
| 2024 | «Glizzy Gangster» (con Pressure 9X19, Slayter, Ele D y Sombra PR)                                         |
| 2024 | «VVS4L» (con CDobleta)                                                                                    |
| 2024 | «Le Clique» (con Jhayco y DJ Khaled)                                                                      |
| 2024 | «Sin C*jones» (con Djrango, Hanzel la H y Hades66)                                                        |
| 2024 | «Triste Halloween» (con Pressure 9X19)                                                                    |
| 2024 | «Pati Pati» (con NTG)                                                                                     |